# Suzy van Hall

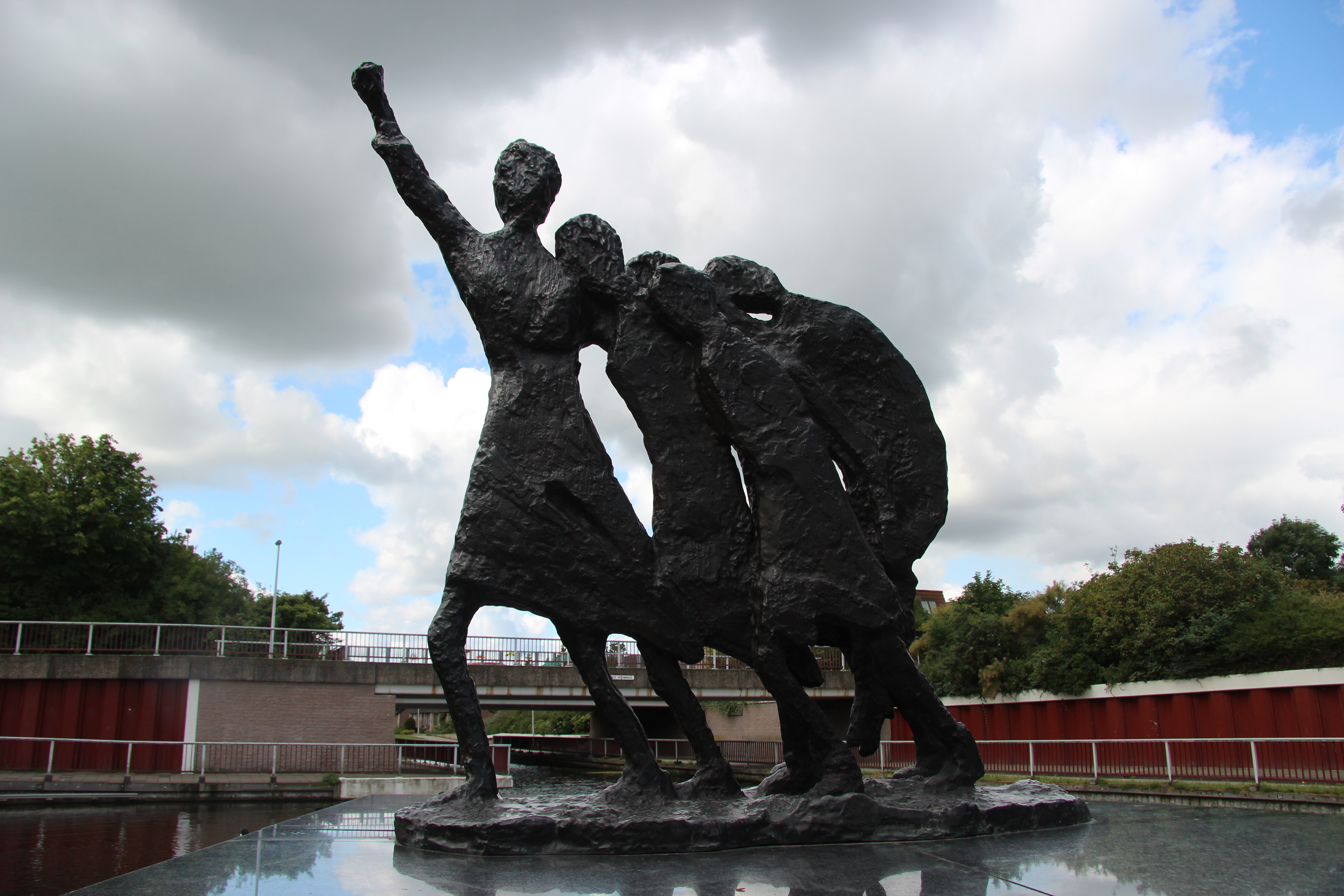
Beeld Leidse vrouwen uit het verzet van Truus Menger-Oversteegen. Het toont een groepje vrouwen tijdens een dodenmars uit Dachau. De achterste vrouw is de Leidse Cobi van der Blom–Vijlbrief, die Suzy van Hall op de rug draagt.

Helena Suzanna (Suzy) van Hall (Den Haag, 28 april 1907 – Saint-Cybranet, 9 juli 1978) was een Nederlandse danseres die tijdens de Tweede Wereldoorlog actief was in het verzet. Ze was een zus van de beeldhouwer Frits van Hall en een nicht van de burgemeester van Amsterdam Gijs van Hall en diens broer Walraven van Hall.

## Levensloop
In 1931 trouwde zij met de schrijver C.J. Kelk, een jeugdvriend van haar broer Frits. Ze woonden op de Amsterdamse Prinsengracht 838, enkele huizen verwijderd van uitgeverij De Spieghel van Tine van Klooster en Koos Schregardus, met wie ze bevriend waren. In 1934 of 1935 verhuisden ze naar het Zuid-Franse Cagnes-sur-Mer, waar haar broer al woonde met zijn gezin. Na verloop van tijd ontstond tussen het echtpaar een verwijdering, onder meer doordat Suzy haar carrière als danseres niet wilde opgeven. Zij had een dansstudio in Parijs, trad op in de Folies Bergère en kreeg steeds meer aanvragen om op te treden. Ze ging op tournee in Engeland, Zwitserland en Tunesië. Toen Kelk een relatie kreeg met een au pair leidde dit in 1938 tot een scheiding.

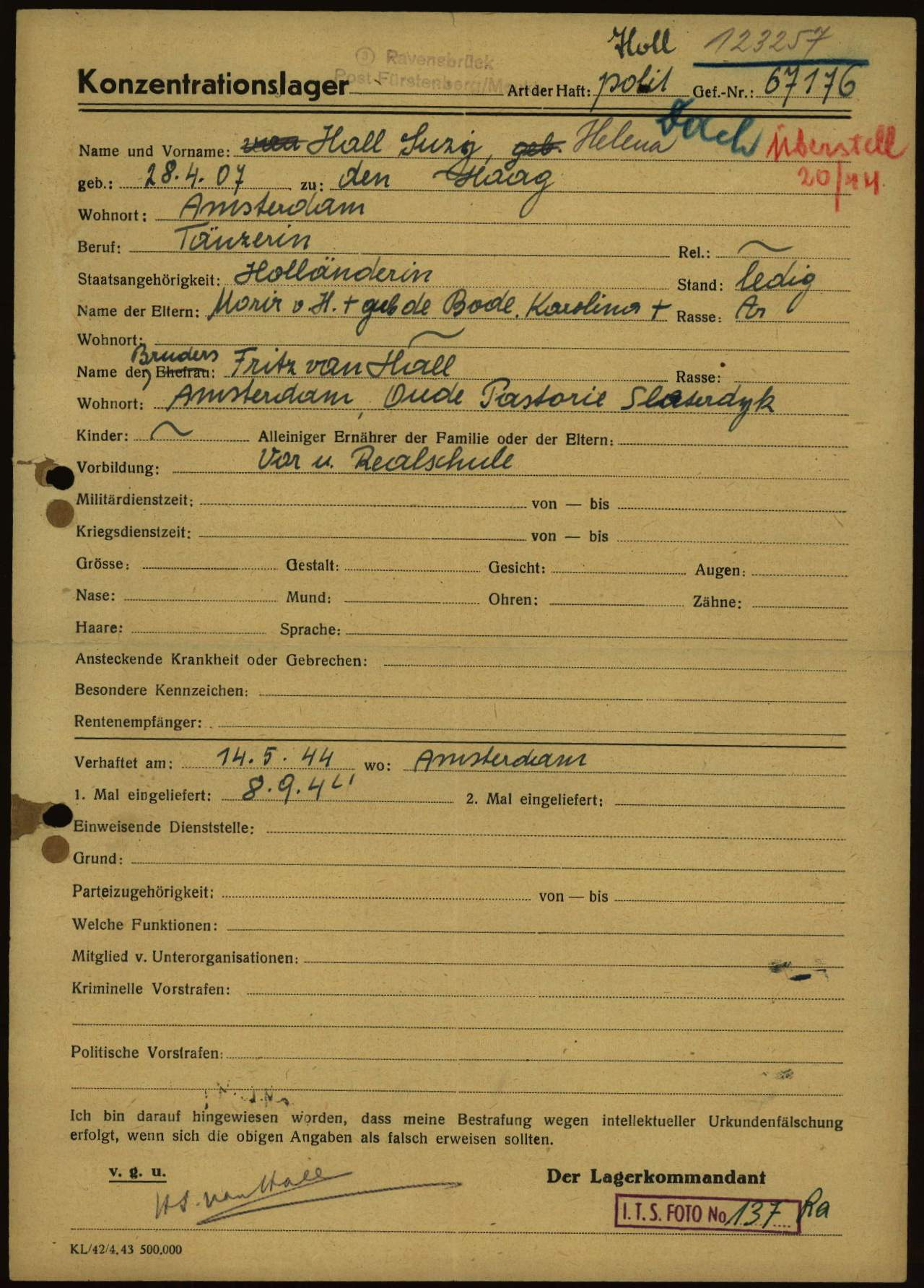
Registratieformulier van Suzy van Hall als gevangene in nazi-concentratiekamp Ravensbrück

In de oorlog was Suzy van Hall de gezellin van Gerrit van der Veen, die boven de uitgeverij was ondergedoken. Nadat hij bij de overval op het huis van bewaring aan de Weteringschans gewond raakte, werd hij door Suzy en enkele andere vrouwen verpleegd. Op 12 mei 1944 viel de Sicherheitspolizei het pand binnen en werd Suzy tegelijk met Gerrit van der Veen en Tine van Klooster gearresteerd. Van der Veen werd in juni gefusilleerd, Suzy van Hall en Tine van Klooster werden via Kamp Vught op transport gesteld naar Ravensbrück. Tine van Klooster stierf daar op 30 januari 1945 door ziekte en uitputting.
Suzy werd na een maand tewerkgesteld in het Agfacommando, een buitenkamp van Dachau. Ze hoopte in Dachau haar broer Frits terug te zien, die daar gevangen zat. Hij was echter op dezelfde dag naar Auschwitz gebracht en werd op 18 januari 1945, na de ontruiming van Auschwitz, tijdens de dodenmars langs de weg gefusilleerd in Gleiwitz in Polen. Op 27 april vertrokken de gevangenen van het Agfacommando op een dodenmars naar het zuiden. Zij werden op 30 april in Wolfratshausen door de Amerikanen bevrijd. 
Na de oorlog werd zij door Koos Schregardus in haar huis opgevangen en bij het werk voor de uitgeverij betrokken. Samen namen zij het initiatief boeken uit te geven over Gerrit van der Veen en Frits van Hall. Beiden waren zij betrokken bij de oprichting van de Stichting Kunstenaarsverzet 1942-1945. Rond 1950 verhuisden ze naar een boerderij in de Dordogne. Koos stierf daar op 29 mei 1976 in Saint-Cybranet, Suzy twee jaar later.     